# Nationaal Park Souss-Massa
Het Nationaal Park  Souss-Massa (Arabisch: منتزه وطني سوس ماسة, muntazah waṭanī Sūss Māssa, Atlas-Tamazight: ⴰⴼⵔⴰⴳ ⴰⵏⴰⵎⵓⵔ ⵏ ⵙⵓⵙ ⵎⴰⵙⵙⴰ Afrag n Anamur n Sus Massa) is een  33.800 hectare groot nationaal park aan de Atlantische kust van Marokko. 
Het park is in 1991 opgericht en het ligt tussen de plaatsen Agadir in het noorden en Sidi Ifni in het zuiden. De noordgrens van het park is het estuarium van de rivier de Oued Souss en aan de zuidkant ligt de Oued Massa. Het gebied bestaat uit begraasde steppe met zandduinen, stranden en draslanden. De grondsoort is voornamelijk zand met daarnaast rotsige stukken. Een groot deel, 30.000 ha, behoort tot het park omdat het foerageergebied betreft van de ernstig bedreigde heremietibis (Geronticus eremita). Drie van de vier in Marokko bekende kolonies (dit is 95% van de werkelijk wilde populatie) bevinden zich in dit park.